# 라스 (건축)

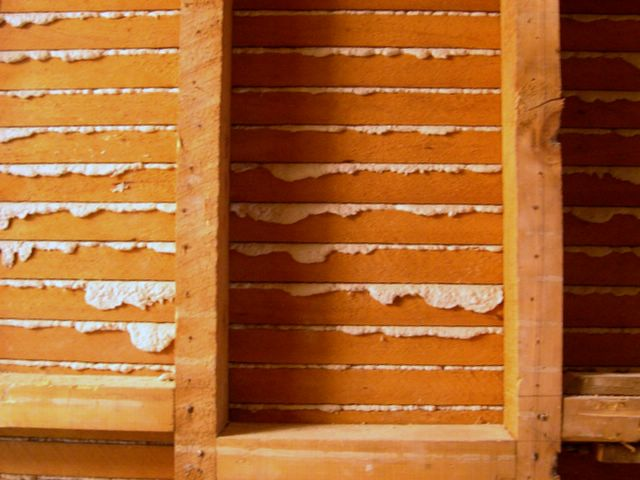

라스(lath) 또는 슬랫(slat)은 지붕 널이나 타일 아래, 라스 및 회 반죽 벽과 천장에서 회 반죽을 고정하고 격자 작업에 사용되는 얇고 좁은 직선 나뭇결 목재이다.
라스는 석고의 모든 유형의 기재를 의미하도록 확장되었다. 여기에는 치장벽토나 석고가 도포되는 매트릭스로 목재 또는 금속 뼈대에 적용되는 금속 와이어 메쉬 또는 확장된 금속뿐만 아니라 석고 등의 벽판 제품이 포함된다. 역사적으로 갈대매트는 라스의 재료로도 사용되었다.
나무 칸막이이든 철망이든 간에 라스의 핵심 요소 중 하나는 회반죽이나 치장 벽토가 뒤로 스며들어 라스에 기계적 결합을 형성할 수 있는 개구부 또는 틈이다. 이는 화학 결합에 의존하는 석고 라스에는 필요하지 않다.

## 같이 보기
- 취병